# Frente NOS
El Frente NOS fue una coalición política argentina inscrita ante la justicia el 12 de junio de 2019 para competir en las elecciones presidenciales de 2019, la cual estuvo integrada por el Partido Conservador Popular, Fuerza Republicana, Nueva Unión Ciudadana, Acción Chaqueña, entre otros partidos políticos y agrupaciónes. Desde su fundación estuvo bajo el liderazgo del veterano de la Guerra de Malvinas, el Mayor Juan José Gómez Centurión.
La propuesta política de NOS se viene desarrollando desde finales del 2018 y se oficializó cuando en 2019, el entonces vicepresidente del Banco de la Nación Argentina, el Mayor (R) Juan José Gómez Centurión decidió renunciar a dicho cargo y separarse completamente del gobierno de Mauricio Macri.
Se trataba de un espacio de derecha que nació a partir de la movilización social en 2018 contra el aborto y en defensa de la familia tradicional. NOS criticó el desempeño económico, los impuestos y el endeudamiento, la identidad de género, el índice de criminalidad, la corrupción y la desocupación durante los gobiernos del macrismo y el kirchnerismo.
El nombre NOS evoca a la primera palabra del preámbulo de la constitución argentina (nosotros):

NOS, los representantes del pueblo de la Nación Argentina…
Constitución de la Nación Argentina

## Historia

### Elecciones presidenciales de 2019
El 11 de marzo de 2019 el Mayor retirado y veterano condecorado de guerra de Malvinas, Juan José Gómez Centurión, rompió públicamente con el partido PRO y su gobierno en coalición en Cambiemos al renunciar a la vicepresidencia del Banco Nación de Argentina. Los motivos del desprendimiento fueron desacuerdos con el cambio lento y gradualista de la economía y cuestiones sociales y culturales que culminaron cuando Mauricio Macri habilitó el debate sobre la despenalización del aborto.
La primera aparición pública de los candidatos Juan José Gómez Centurión y Cynthia Hotton juntos aconteció el 28 de marzo de 2019 cuando se relanzó el partido político Valores para mi País en la Federación del Box. En dicho acto se contó con la presencia de numerosos referentes provida de todo el país los cuales hasta el momento solo se habían organizado a través del Frente Federal Familia y Vida.
La relación entre Gómez Centurión y Hotton se venía tejiendo desde hacía un tiempo, cuando Hotton reapareció públicamente en las redes sociales anunciando que volvería de su labor diplomático en la OEA y cuando se empezó a divulgar la propuesta de Gómez Centurión. Para algunos sectores considerados ultranacionalista, constituyó una estrategia del gobierno de Mauricio Macri para captar a votantes desencantados con su gestión, ya que el Frente NOS terminó por absorber a todos los otros intentos de conformación de agrupaciones provida e incluyó a pocos provida reconocidos en sus listas, estas afirmaciones fueron contundentemente desestimadas por los candidatos.
Durante distintos momentos de la campaña recibieron signos de apoyo de personalidades como el periodista Mariano Obarrio; la actriz y actual diputada Amalia Granata; Pablo De La Torre, secretario de Salud y Bienestar Familiar de San Miguel; Pocho Romero Feris, exsenador nacional y exgobernador de Corrientes y presidente del Partido Autonomista, Liliana Negre de Alonso, senadora mandato cumplido por San Luis; Héctor Bonarrico, senador provincial de Mendoza del partido Mas Fe; Pablo Tschirsch, ex vicegobernador de Misiones; el pastor Víctor Albarracín, del Partido Conservador Popular y armador del diputado Alfredo Olmedo; los escritores y conferencistas Agustín Laje y Nicolás Márquez; el doctor Leandro Rodríguez Lastra; el pastor Gabriel Ballerini, bioeticista de ACIERA; la doctora Chinda Brandolino; entre otros referentes religiosos y de diversas ONG. Como los partidos de Juan José Gómez Centurión y Cynthia Hotton aún no contaban con suficientes avales, decidieron unirse a partidos con reconocimiento legal para presentar una alianza a nivel nacional.
El 29 de junio en Rosario se llevó a cabo el acto más multitudinario del partido NOS hasta ese momento; junto a la iglesia evangélica, Visión del Futuro, se reunieron cerca de 5 mil mujeres quienes apoyaron la fórmula de NOS. El 15 de septiembre en Córdoba, en el marco de la Convención G12, la candidata Cynthia Hotton habló ante cerca de 23 mil personas.
El miércoles 7 de agosto se cerró la campaña de las PASO 2019 en el Centro Asturiano en Vicente López.
El 8 de agosto de 2019, fecha en la que se celebra el Día Internacional de Acción por las Dos Vidas, según sus organizadores por el aniversario del rechazo al aborto en el Congreso, NOS realizó un evento en el Teatro Metropolitan con la presencia de cerca de mil pastores evangélicos.
El 11 de agosto, en las elecciones primarias presidenciales y legislativas de 2019, el Frente NOS se impuso como quinta fuerza nacional con más de medio millón de votos, entre 650 mil y 820 mil según el corte de boleta. En las provincias de Misiones y Chaco se posicionó como tercera fuerza electoral con cerca del 5 % de los sufragios, en las restantes —a excepción de provincia de Buenos Aires, Catamarca, Neuquén y la Ciudad Autónoma de Buenos Aires (CABA)— fue cuarta fuerza. En las bases argentinas de la Antártida y en el pueblo de Suncho Corral obtuvo el segundo lugar.
Debido a que Gómez Centurión no contaba con partido político propio y que el partido de Cynthia Hotton aún no alcanzaba los suficientes avales, ambos decidieron unirse a partidos con reconocimiento legal para presentar una alianza a nivel nacional. Sin embargo, la utilización de sellos de otros partidos afines les perjudicó ya que en una medida de dudoso proceder, el apoderado del Partido Conservador Popular, Marco Aurelio Michelli, impidió a NOS presentar candidaturas a Diputados Nacionales en la Provincia de Buenos Aires, el distrito más importante en términos electorales.
El 10 de noviembre, luego de las elecciones presidenciales y legislativas 2019 y del distanciamiento de Cynthia Hotton para dedicarse a su partido propio, se realizó en la Estancia San Agustín en Santa Rita, Mendoza un encuentro nacional de referentes regionales cercanos a Juan José Gómez Centurión donde se firmó el acta fundacional del partido NOS, sucesor del frente electoral, con miras a competir en un alianza mayor de centroderecha en las elecciones legislativas de 2021. A la fecha, el Partido NOS se ha presentado con sus respectivas juntas promotoras en 20 de 24 distritos.

### Elecciones legislativas de 2021
En las elecciones primarias de 2021, presentó candidatos en las provincias de Buenos Aires, Córdoba, Corrientes, Santa Cruz, Chaco, Entre Ríos, Mendoza, San Luis y en CABA.
En el marco de las elecciones legislativas de Argentina de 2021 NOS presenta precandidatos para diputados nacionales en las provincias de Buenos Aires (Juan José Gómez Centurión en el frente Unión por el Futuro), Santa Cruz (Pedro Márquez en la lista "NOS Santa Cruz"), provincia de Chaco (Darío Cañete junto a Acción Chaqueña en la lista "NOS + Acción Chaqueña"), provincia de Entre Ríos (Miriam Müller junto al Partido Conservador Popular en la lista "EntrerriaNOS"), provincia de Córdoba (Jorge Scala en la lista "Libertarios + NOS") y en la Ciudad de Buenos Aires (María Fernanda Araujo por el frente La Libertad Avanza). 
NOS lleva como segunda precandidata a senadora nacional por la provincia de Corrientes a María Marta Silva Ortiz (lista "Libertad + Valores + Nosotros somos el cambio") y como segunda precandidata a senadora nacional por la provincia de Córdoba a Ana Nemer en la lista "Libertarios + NOS". Además presenta precandidatos a legisladores locales en las provincias de Buenos Aires (junto al partido Unión por Todos), Chaco, Mendoza (junto al Partido de los Jubilados), Misiones (junto al Partido Demócrata) y en la San Luis con partido propio. Además apoya a los candidatos nacionales y locales del Partido Demócrata Cristiano en Neuquén y a Fuerza Republicana en Tucumán.

### Actualidad
Desde el año 2022 las distintas agrupaciones que componían en antiguo Frente NOS se fueron a otros espacios. Este hecho hizo que NOS sea una alianza que no cuente con partidos políticos inscritos ante la justicia electoral, de manera que los principales referentes del espacio decidieron constituir un partido propio conservando los mismos ideales y hasta el nombre NOS. Es el caso del Partido NOS, inscrito en distintas provincias del país para poder participar en las elecciones.
Debido a una pelea judicial por el nombre de dicho partido, la justicia resolvió prohibir que se utilice el nombre ''Partido NOS'', por lo cual se decidió seguir con la idea de fundar un partido, pero renombrándolo Partido de la Reconquista, el cual logra ser reconocido en la Provincia de Buenos Aires, y en Salta y en trámite en otras provincias del país.

## Ideología
Se describe como un partido preideológico es decir, no posee una ideología conforme al significado marxista. Según su fundador, Gómez Centurión, los problemas sociales y económicos de Argentina tienen un trasfondo cultural más profundo causado por la pérdida del orden moral tanto de la clase dirigente como de la sociedad argentina.
NOS plantea recuperar los valores morales cristianos con los que se fundó la Argentina, como la justicia, el respeto, la honestidad, la solidaridad, etc. a través de un pacto moral e histórico. A partir de este ideario se conforma una filosofía del rol del Estado como garante de la continuidad histórica del proyecto de nación y protector de los derechos a la vida, la libertad y la propiedad privada que permiten el desarrollo de la comunidad.

### Modelo histórico
El pragmatismo de NOS permite una conciliación histórica y una complementariedad entre las doctrinas locales liberal-conservadora y nacionalista católica con un eje articulador conservador con el fin político de disputarle el poder a la socialdemocracia de centroizquierda y el progresismo cultural, sus modelos antagónicos. Toma elementos del modelo administrativo e institucional la época de la república conservadora del PAN.
Por otro lado, se le da una gran relevancia a la tradición católica e hispánica argentina y a la concepción del Estado de acuerdo a la doctrina social de la iglesia, el orden natural y el principio de subsidiariedad.

### Corrientes internas
La ideología de la coalición y el partido NOS se resume en una concepción personal de la derecha argentina:
Dentro de NOS convergen tanto sectores conservadores (sociales, fiscales y nacionales), como nacionalistas (tradicionalistas hispanocatólicos, monarquistas y nacionalistas católicos), como liberales (clásicos, conservadores, nacionalistas y paleolibertarios), y demócratas cristianos. Si bien NOS es un partido aconfesional está integrado por un gran número de católicos y evangélicos. Cabe destacar que NOS es la fuerza de derecha más amplia del país.
Existen coincidencias generales con partidos nacional conservadores y neoliberales como VOX en España, el sector republicano de Donald Trump en Estados Unidos, la Alianza por Brasil de Bolsonaro, entre muchos otros partidos europeos y americanos. Las diferencias principales con NOS se destacan en el marco de la inmigración y la identidad nacional, el grado de proteccionismo comercial y de liberalismo económico.

### Relación con el justicialismo
El partido NOS a diferencia de otros espacios de derecha no se autodenomina antiperonista; en su lugar reivindica ciertos elementos de la primera presidencia de Perón, como el modelo demográfico, industrial y geopolítico, la alianza de clases, la movilidad social y la comunidad organizada en contraposición con el progresismo kirchnerista. En este sentido hay muchas coincidencias entre los nacionalistas católicos y los justicialistas ortodoxos que adscriben a NOS. Sin embargo, el partido NOS también es crítico tanto de la praxis justicialista: como de la doctrina en términos de intervencionismo, estado del bienestar, personalismo, estatismo, etc.

### Relación con el liberalismo
La doctrina socioeconómica de NOS es una versión local de la economía social de mercado, un capitalismo pragmático influenciado por la Doctrina social de la Iglesia y en parte también por el liberalismo económico. Por ende, existen coincidencias generales con el liberalismo clásico y el minarquismo especialmente en cuestiones sobre el rol y tamaño del estado, la no intervención en el sistema de precios, la defensa de la propiedad privada y la necesidad de reformas laborales, tributarias y administrativas. Difiere con el liberalismo en términos de proteccionismo, donde NOS tiene una postura hostil hacia el globalismo comercial y moderadamente más favorable a la promoción de la matriz industrial.

### Propuestas
Dentro de las propuestas y arengas de campaña destacan la firme oposición al aborto y el respaldo a la familia tradicional en oposición al progresismo y feminismo.
En el aspecto económico, es asesorado por el economista Agustín Monteverde y propone la refundación del Estado mediante un nuevo pacto social que contemple reformas laborales, tributarias, previsionales, etc, la independización del Banco Central para limitar la emisión monetaria e inflación, la reducción y simplificación drástica de impuestos (low flat tax) en torno al 50%, la reducción de la cantidad de empleados estatales, la libertad cambiaria, la desregulación y un moderado proteccionismo comercial. El fin es la creación genuina de empleo privado, la reactivación de la industria nacional y las exportaciones junto a la estabilidad económica y seguridad jurídica.
En el aspecto social el discurso apunta a utilizar el gasto público casi exclusivamente para mejoras sanitarias, educativas y de seguridad pública. Un Estado limitado y eficiente con una visión geopolítica estratégica dedicado a la protección de los sectores más vulnerables, en contra del narcotráfico y promotor del orden público.
Sus propuestas en lo que respecta a justicia y seguridad apuntan a estructurar el orden público y ciudadano, con mayor disciplina penal, condena de por vida para violadores y asesinos mediante reformas al Código Penal y programas de refuerzo de la seguridad pública con apoyo de las fuerzas armadas, servicio militar voluntario, represión de piquetes, flexibilización en la portación de armas y un mayor margen del concepto de defensa personal.
Cabe destacar que su líder, Gómez Centurión es veterano de la guerra de las Malvinas (retirado con el grado de Mayor y la especialidad de comando) ostenta la mayor condecoración que da el país. Formó parte del grupo de los carapintadas, alzándose contra sus superiores militares y políticos que eran parte del gobierno de Raúl Alfonsín. En concordancia con su discurso revisionista del Proceso de Reorganización Nacional, su respaldo a las fuerzas armadas y su vida castrense, afirmó en un programa de televisión, no sin cuestionamientos y denuncias, que la última dictadura militar no tuvo un plan genocida sino que fue una guerra interna entre el ejército e insurrectos terroristas marxistas (Montoneros y ERP).

## Antiguos Miembros del Frente

### De orden Nacional
| Partido | Partido                     | Presidente             | Ideología               | Posición | Nota       | Ref. |
| ------- | --------------------------- | ---------------------- | ----------------------- | -------- | ---------- | ---- |
|         | Partido Conservador Popular | Marco Aurelio Michelli | Liberalismo conservador | Derecha  | Hasta 2022 |      |

### De orden Provincial, y de Distrito
| Partido                     | Presidente                | Provincias                  | Ideología            | Posición                  | Nota       | Ref.   |
| --------------------------- | ------------------------- | --------------------------- | -------------------- | ------------------------- | ---------- | ------ |
| Partido Conservador Popular | Marco Aurelio Michelli    | Salta, Entre Ríos, Santa Fe | Conservadurismo      | Derecha                   | Hasta 2022 |        |
| Fuerza Republicana          | Ricardo Bussi             | Tucumán                     | Conservadurismo      | Extrema Derecha           | Hasta 2022 |        |
| Nueva Union Ciudadana       | Juan Carlos Neves         | PBA, Entre Ríos             | Conservadurismo      | Derecha                   |            |        |
| Unión por la Libertad       | Juan Pablo Arenaza        | Santa Fe                    | Liberal demócrata    | Derecha                   | Hasta 2019 |        |
| Unión por Todos             | Desconocido               | PBA                         |                      |                           | Hasta 2019 |        |
| Acción Chaqueña             | Naredo Luis Aguirre Piela | Chaco                       | Conservadurismo      | Derecha                   | Hasta 2022 |        |
| Ciudadanos a Gobernar       | Desconocido               | Corrientes                  | Desconocido          | Desconocido               | Hasta 2019 | [ 81 ] |
| Valores para mi País        | Cynthia Hotton            | PBA                         | Liberal demócrata    | Derecha a extrema derecha | Hasta 2019 |        |
| Partido Demócrata Cristiano | Desconocido               | CABA                        | Democracia Cristiana | Centroderecha             |            |        |
| Encuentro Vecinal Córdoba   | Desconocido               | Córdoba                     |                      |                           | Hasta 2021 |        |
| Dignidad Ciudadana          | Desconocido               | San Juan                    |                      |                           |            |        |

## Resultados electorales

### Elecciones de orden nacional

#### Presidenciales
|  | 2.62 % |

|  | 1.71 % |

#### Congreso Nacional
|  | 0.61 % |

|  | 0.78 % |

|  | 1.67 % |

|  | 0.69 % |

### Elecciones de orden provincial
| 2019 | Buenos Aires | General | Gustavo Ricardo Álvarez | Sandra María Dell'Aquila | 141 249            | 1.40               | No Electo          | Diputados  | 69.059 | 1,38 | 0/46 | Sin cambios | Frente NOS                            |
| 2019 | Buenos Aires | General | Gustavo Ricardo Álvarez | Sandra María Dell'Aquila | 141 249            | 1.40               | No Electo          | Senado     | 75.009 | 1,52 | 0/23 | Sin cambios | Frente NOS                            |
| 2019 | Chaco        | General | Raúl Carlos Pacheco     | Alejandra Marí Bordón    | 4.607              | 0,75               | No Electo          | Unicameral | 6.302  | 1,03 | 0/16 | Sin cambios | Apoyo a ''Acción Chaqueña''           |
| 2021 | Mendoza      | General | No hubo elecciones      | No hubo elecciones       | No hubo elecciones | No hubo elecciones | No hubo elecciones | Diputados  | 43.090 | 4,32 | 0/24 | Sin cambios | Apoyo al ''Partido de los Jubilados'' |
| 2021 | Mendoza      | General | No hubo elecciones      | No hubo elecciones       | No hubo elecciones | No hubo elecciones | No hubo elecciones | Senado     | 43.155 | 4,32 | 0/19 | Sin cambios | Apoyo al ''Partido de los Jubilados'' |
| 2021 | Misiones     | General | No hubo elecciones      | No hubo elecciones       | No hubo elecciones | No hubo elecciones | No hubo elecciones | Unicameral | 9.589  | 1,84 | 0/20 | Sin cambios | Apoyo al ''Partido Demócrata''        |

## Controversias

### Hechos vandálicos por parte de militantes
El 17 de mayo de 2021, un grupo de militantes de la juventud del partido vandalizó la bandera LGBT que se encontraba colgada frente al obelisco de Buenos Aires, hecho que fue filmado por los mismos participantes y luego compartido a las redes sociales acompañado por la leyenda «Cortemos con los lobbys, cortemos con los impuestos. ¡Devuelvan la Patria!». Dicho acto también fue compartido por Juan José Gómez Centurión en su cuenta personal de Twitter. Este suceso fue repudiado por la Federación Argentina LGBT y por la Subsecretaría de Derechos Humanos de la Ciudad de Buenos Aires, quienes calificaron al hecho como de odio hacía la comunidad LGBT.